# Dave Mann
Dave Mann, född 1 februari 1957, är en kanadensisk bågskytt. Han deltog vid olympiska sommarspelen 1976.